# Jacques Cerf (homme politique)
Pour les articles homonymes, voir Cerf (homonymie).
Jacques Cerf né le 23 février 1928 à Leval-Trahegnies et mort le 7 avril 2023 à Haut-Ittre, est un homme politique belge et un militant wallon.

## Biographie
Docteur en médecine de l'ULB, il sera boursier de l'Organisation mondiale de la santé. Lors de la Grève générale de l'hiver 1960-1961, il adhère au Mouvement populaire wallon puis au Rassemblement wallon. C'est sous l'étiquette de ce parti qu'il est élu conseiller communal puis sénateur après que Maurice Bologne ait décidé en 1974 de ne plus se représenter. En 1976, il soutiendra le tournant à gauche imprimé par le Président Paul-Henry Gendebien. Il restera sénateur jusqu'en 1981.